# DHB – Netzwerk Haushalt, Berufsverband der Haushaltsführenden

Logo des Deutschen Hausfrauen-Bundes

Der Dachverband DHB – Netzwerk Haushalt, Berufsverband der Haushaltsführenden e. V. mit Sitz in Bonn, ist eine Interessenvertretung für Menschen, die einen Haushalt führen. Die Organisation hieß bis zum 23. September 2009 „Deutscher Hausfrauen-Bund, Berufsverband der Haushaltsführenden e. V.“ (DHB). Der Verein definiert sich als überparteilicher und überkonfessioneller Berufsverband der Haushaltsführenden. Gleichzeitig hat er die Funktion eines Arbeitgeberverbandes und schließt als solcher Tarifverträge mit Gewerkschaften für Arbeitnehmer in Privathaushalten ab. Präsidentin ist Elke Wieczorek.
Der im Jahre 1915 als Deutscher Hausfrauenbund unter anderem von Hedwig Heyl gegründete Verband entstand vor dem Hintergrund der Frauenbewegung, nachdem sich Berufsgruppen wie Hebammen, oder Lehrerinnen vorher in Vereinen organisiert hatten. Zu den frühen Zielen gehörte eine verbesserte berufliche Bildung der im Haushalt tätigen Frauen, etwa hinsichtlich deren volkswirtschaftlicher oder ernährungshygienischer Qualifikation, aber auch die Beeinflussung von Preisbewegungen für Lebensmittel. Der Bund setzte schließlich auch die Anerkennung der Hausarbeit als qualifizierte Berufsarbeit durch und etablierte ab 1925 eine deutschlandweite Meisterprüfungsordnung für Hauswirtschaft.
Auch prüfte und bewertete der DHB hauswirtschaftliche Geräte und zeichnete sie bei Erfolg mit seinem Gütezeichen, einer stilisierten Sonne, aus.
Als Vorläufer der ersten Verbraucherzentralen wurde 1927 in Berlin die „Hauswirtschaftliche Einkaufsberatung und Auskunftsdienst“ gegründet. Einer Integration in die nationalsozialistische „Reichsgemeinschaft Deutscher Hausfrauen“ entzog sich der DHB durch seine Selbstauflösung im Jahre 1935. In der Nachkriegszeit wurde er in Form zahlreicher Ortsverbände wiedergegründet. Zu den Vorstandsvorsitzenden (Präsidentinnen) des DHB gehörten seither unter anderem Emmy Lüthje (1949–1952), Fini Pfannes (1952–1956) oder Siglinde Porsch (1985–1997).
Zentrale Themen des DHB heute sind Verbraucherschutz, Hauswirtschaft, Familie und Beruf. Er engagiert sich unter anderem für mehr politische Beachtung und Anerkennung der in privaten Haushalten geleisteten Versorgung, Erziehung und Pflege ebenso wie für eine bessere Vereinbarkeit von Familie und Erwerbsarbeit. Der DHB vermittelt Alltagskompetenzen durch hauswirtschaftliche Bildung und hält Entgelt- und Manteltarife für Beschäftigte in Privathaushalten und hauswirtschaftlichen Dienstleistungszentren vor.
Heute ist der DHB in 16 Landesverbänden und insgesamt 300 Ortsverbänden organisiert. Mit dem DHB-Magazin hat er eine eigene Verbandszeitschrift als Kommunikationsplattform für seine Mitglieder. Zudem veröffentlichen die DHB Landesverbände einmal jährlich Jahrbücher mit dem Titel DHB Jahreskalender für Haushalt und Familie.